# تحصيل حاصل
تحصيل الحاصل أو الصَحْصَحَة أو الطَّوطُولُوجيا من الإغريقية ταυτολογία ومعناها «قول الشيء نفسه». ويقال عن جملة ما أنها طوطولوجية إذا دائما تقيم بالصواب أي أن نتيجتها دائما صحيحة مهما كانت قيمة المتغيرات أو تقييم الجمل الأولية أو المزاعم، كأن نقول «للمثلث ثلاثة رؤوس» أو «لا يوجد أعزب متزوج».
تفترض معظم المقاربات أن الكلام الطَّوطُولُوجي له علاقة بتوظيف المبادئ التخاطبية 
يوجد استعمال طبي لكلمة الطوطولوجيا مثل طوطولوجيا المناعة الذاتية وهذا يعني أن أمراض المناعة الذاتية العديدة تشترك في العديد من العلامات والأعراض السريرية (أي الأنماط الفرعية)، والآليات الفيزيولوجية المرضية، والعوامل الوراثية المشتركة 